# Nils Dannes Turesson
Nils Dannes Turesson var en svensk riddare.

## Biografi
Nils Dannes Turesson var son till riddaren och riksrådet Ture Kettilsson (Bielke) och Sigrid (sparre). Han nämns från 1325 till 1357 och var 1336 riddare.

### Egendom
Nils Dannes Turesson hade en sätesgård i Värend och ägde jord i Sverige, bland annat Nynäs i Ösmo socken.

### Familj
Nils Dannes Turesson gifte sig första gången 1325 med Ingeborg Larsdotter (två stjärnor), dotter till riddaren Lars Botulfsson (två stjärnor) och Iliana. De fick tillsammans barnen Iliana Nilsdotter (död före 1380) som var gift med väpnaren Nils Håkansson (Läma), Katarina Nilsdotter som var gift med väpnaren Anuns Hemmingsson (tre sjöblad), Ingegerd Nilsdotter som var gift med väpnaren Håkan Fadersson (stjärnbåt).
Han gifte sig andra gången med Katarina Pedersdotter, dotter till väpnaren Peder Karlsson (lejon). De fick tillsammans riddaren Erik Nilsson (Bielke) (död 1402). Efter Nils Dannes Turesson gifte hon om sig med väpnaren Nils Bengtsson (Lejonansikte, Bengt Nilssons ätt) och riddaren Birger Knutsson Trolle.